# Goryphus taihorinensis
Goryphus taihorinensis là một loài tò vò trong họ Ichneumonidae.